# 內特韋特冰原島峰
86°32′S 162°18′W / 86.533°S 162.300°W
內特韋特冰原島峰（英語：Nødtvedt Nunataks），是南極洲的冰原島峰，位於阿蒙森海岸，處於比亞蘭山東北面13公里的阿蒙森冰川中游地區，現時由南極條約體系管理。